# Niebüll
Niebüll è una città di 10 139 abitanti dello Schleswig-Holstein, in Germania.

Appartiene al circondario (Kreis) della Frisia Settentrionale (targa NF) ed è capoluogo della comunità amministrativa (Amt) di Südtondern.

## Gemellaggi[2]
- Malmesbury, Inghilterra, Regno Unito, dal 1976